# Galàxia medusa

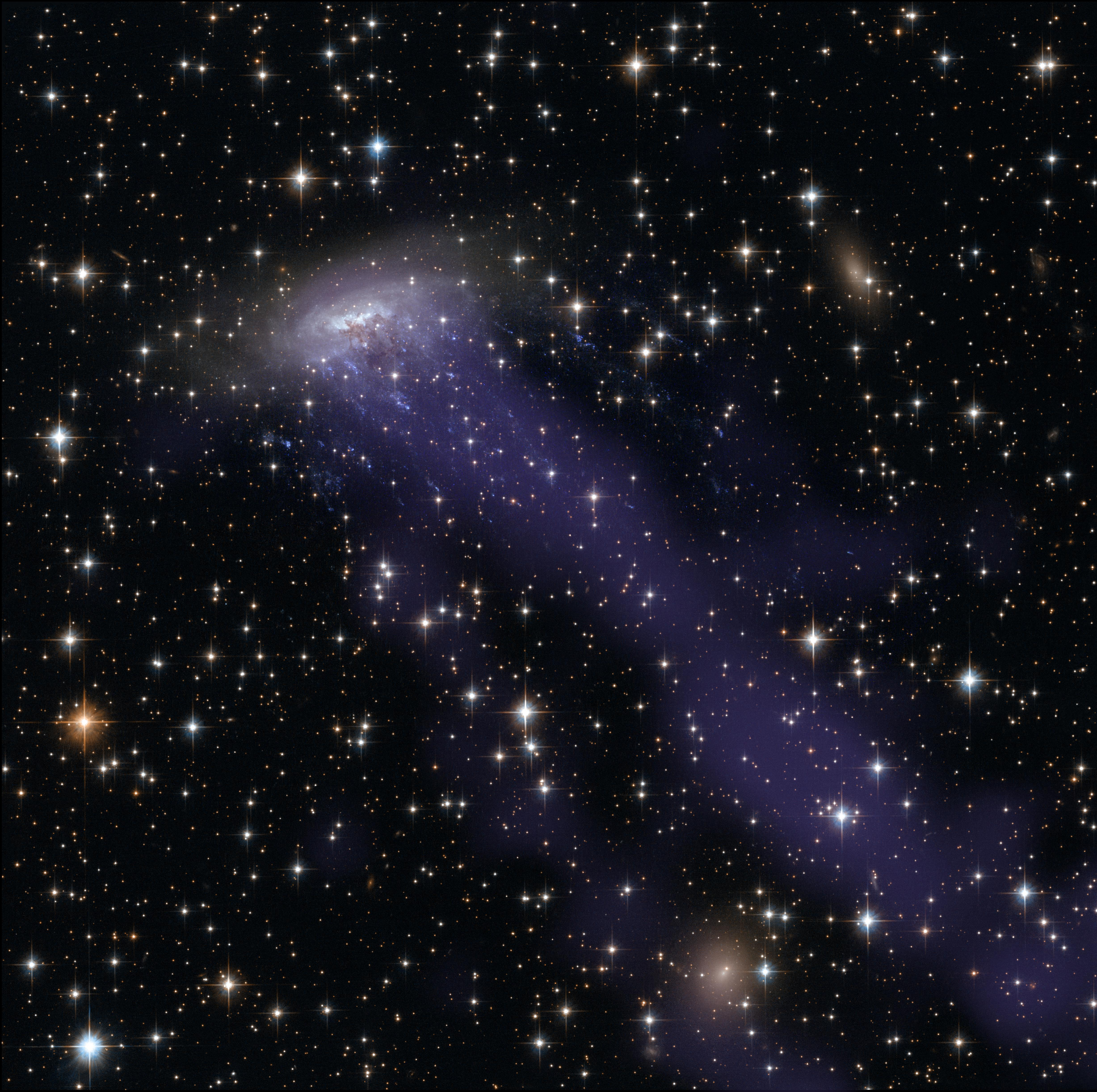
Galàxia ESO 137-001 perdent gas per pressió d'arrossegament.

Les galàxies medusa són un tipus de galàxia que hom troba en cúmuls de galàxies. La seva característica diferencial és l'eliminació de per pressió d'arrossegament cap al medi interior del cúmul, provocant esclats d'estrelles seguint la cua de gas que perd la galàxia.
Aquestes galàxies s'han pogut veure en un seguit de cúmuls de galàxies, inclòs l'Cúmul d'Hidra, Abell 2125 ( desplaçament cap al roig z=0,20; ACO 2125 C153);Abell 2667 (z=0,23; G234144−260358); Abell 2744 (z=0,31; ACO 2744; i altres cúmuls de diversos tipus.

## Exemples

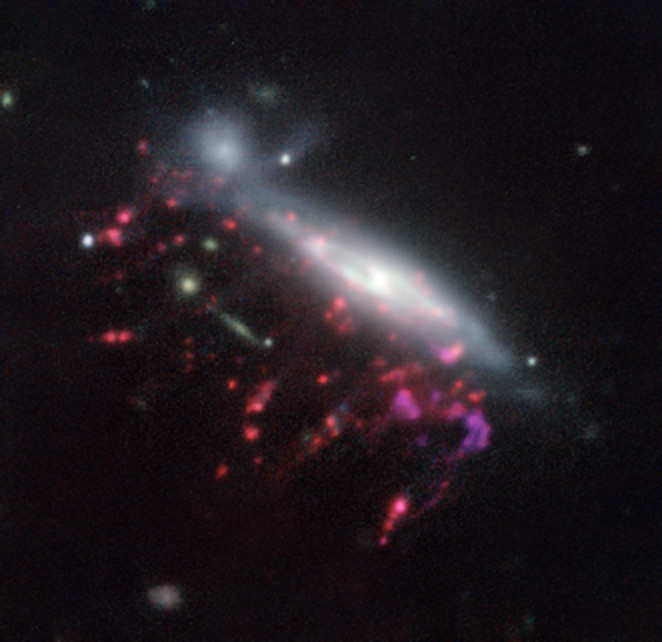
Galàxia JO204 imatge presa per l'instrument MUSE de l'ESO
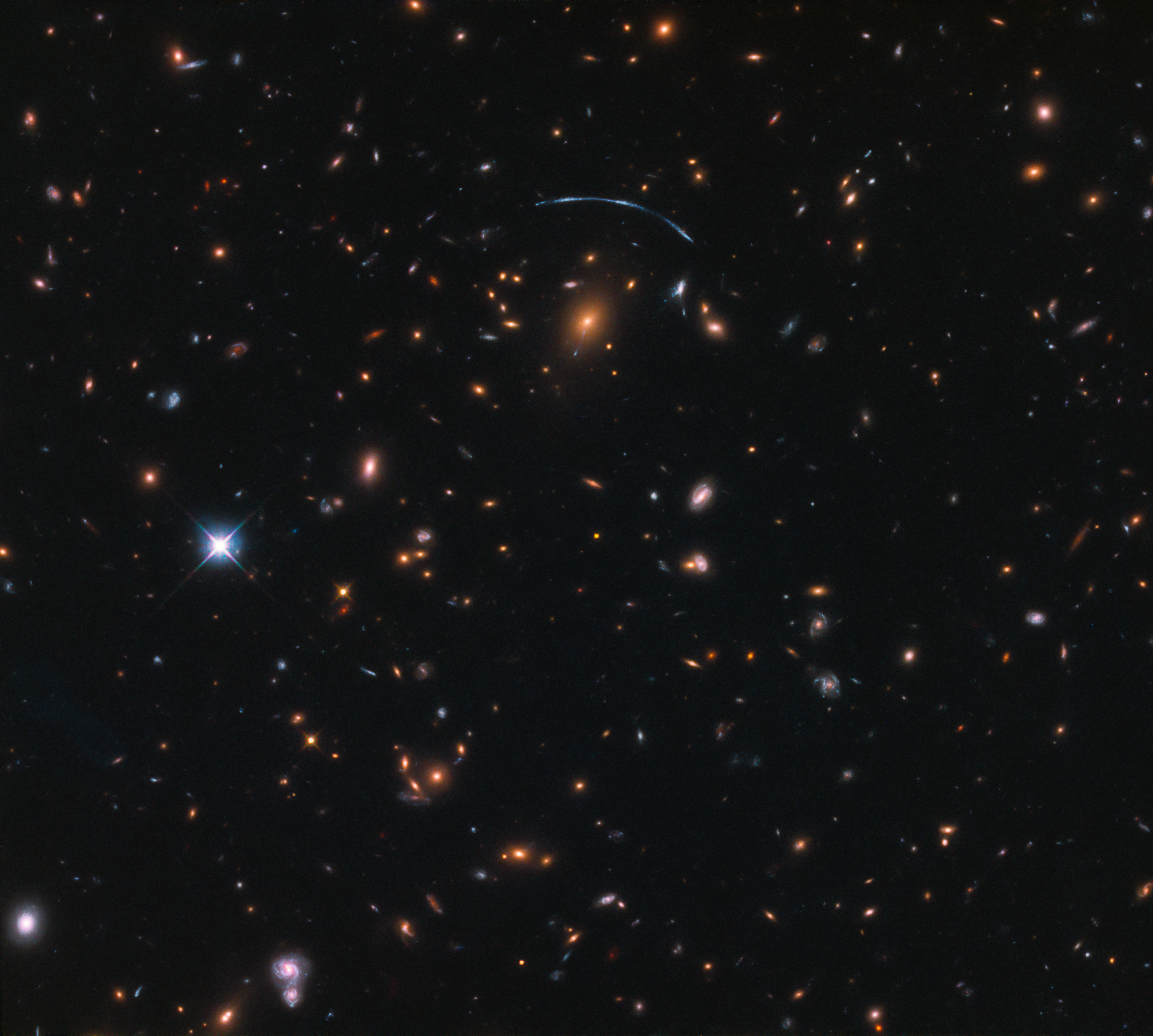
Galàxia al cúmul SDSS J1110+6459, es pot veure junt al cúmul, i aparentment perdent material de color blau brillant.
Imatge de NASA/ESA Hubble de la galàxia JW100 amb corrents formadores d'estrelles, compostes de gas perdut pel disc galàctic.